# 玫鰭鋸竺鯛
玫鰭鋸竺鯛（學名：Pristicon rhodopterus），又稱玫鰭天竺鯛，為輻鰭魚綱鈎頭魚目天竺鯛科的一個種。

## 分布
本魚分布於中西太平洋區，包括新加坡、馬來西亞、菲律賓、越南、印尼、巴布亞紐幾內亞、澳洲、索羅門群島、帛琉等海域。

## 深度
水深3至35公尺。

## 特徵
本魚體延長而側扁，眼大，口大略下位。魚體呈灰褐色，體側具2條深色橫紋，側線明顯，被大櫛鱗，體側具2枚黑色小斑點，一枚在鰓蓋上；另一枚在尾柄處，背鰭和臀鰭具黑色條紋，背鰭硬棘7枚；背鰭軟條9枚；臀鰭硬棘2枚；臀鰭軟條8枚，體長可達15公分。

## 生態
本魚棲息於潟湖或海灣礁區，白天躲藏礁石洞穴中，夜間出來覓食，屬肉食性。繁殖期時，雄魚具有口孵習性，卵約7日化成仔魚，由雄魚吐出，具短暫的仔魚飄浮期。

## 經濟利用
不具任何經濟價值。